# Ormetica nabdalsa
Ormetica nabdalsa là một loài bướm đêm thuộc phân họ Arctiinae, họ Erebidae.